# جيل رييس
جيل رييس (بالإنجليزية: Gil Reyes)‏ (19 فبراير 1981 - ) هو ملاكم أمريكي.

## وصلات خارجية
- جيل رييس على موقع بوكس ريك (الإنجليزية) (registration required)